# 자오 드 사가장
자오 드 사가장(Zaho de Sagazan, 1999년 12월 28일 ~ )은 프랑스의 싱어송라이터, 음악가이다.

## 음반 목록
- La Symphonie des éclairs (2023)